# Chutes Glen Alpine
Les chutes Glen Alpine (en anglais : Glen Alpine Falls) sont des chutes d'eau américaines dans le comté d'El Dorado, en Californie. Elles sont formées par la Glen Alpine Creek et protégées au sein de la Lake Tahoe Basin Management Unit.